# Вовк Дмитро Антонович
Вовк Дмитро Антонович  (20 вересня 1907, Миргород — 1983, Київ) — бандурист.
Навчався у І. Скляра. З 1927 р. виступав у складі Миргородської капели бандуристів. З 1941 — артист військового народного хору під керівництвом Г. Г. Верьовки. В репертуарі — українські народні пісні.